# 稻草富翁
稻草富翁（わらしべ長者）是日本的童话故事，在《今昔物語集》和《宇治拾遺物語》能夠見到原故事的版本。
現在雖然常用稻草富翁來比喻用小東西最後換到高價物品，但需要注意的是在作品的時代，一价定律還無法成立，故事主角的交換行為並沒有獲取高價物品的動機，而是在供给和需求的基礎上一再交換，得到增加財富的結果。在原故事（今昔物語集）的結局是，用馬換取田地，踏實地靠著農作物的收益變得富裕，故事裡沒有出現價值的三級跳。

## 故事大綱
在某個地方住著一位窮困男子，他感嘆自己的遭遇，便向觀世音菩薩祈禱，希望能過得富裕而幸福，觀音託夢告訴他，要他在走出廟之後拿著自己第一個接觸到的東西去旅行，只要遵行便能實現願望。
男子走出廟後沒多久就摔了個跤，因此握住了路邊的稻草，於是他拿稻草開始旅行，走著走著，一隻馬蠅在他身邊飛來飛去，讓他非常煩躁，他便捉住馬蠅、把牠綁在稻草上。男子在旅途中聽見小孩的哭聲，小孩被他手中的稻草吸引目光，便不哭了，小孩的媽媽拿出三顆橘子，和男子交換了那根稻草。後來男子遇到一個飢渴的商人，他拿一匹綢緞和男子交換橘子充飢。後來男子遇見一名武士，由於武士的馬載著他長途跋涉，因此奄奄一息，武士雖然想盡快上路但又不忍心讓馬獨自癱在路邊，於是男子便用綢緞和武士交換他的馬。
男子到河邊挑水讓馬喝下，馬因此而恢復精神。男子騎著馬經過一幢豪宅前，正巧遇見要出遠門的屋主，屋主請男子幫忙看家，並告訴他，若自己一去不回，則這幢豪宅和大片良田都歸男子所有，便騎著男子的馬離開了。結果屋主始終沒有回來，男子便獲得了氣派的豪宅，並勤實地耕作，最終成為大富翁。